# Coppa del Mondo di rugby a 13
La Coppa del Mondo di rugby a 13 (ingl. Rugby League World Cup, fr. Coupe du monde de rugby à XIII) è la massima competizione di rugby a 13 per squadre nazionali.
È sotto la giurisdizione dell'International Rugby League e la Nazione vincitrice si fregia del titolo di campione del mondo.

## Storia
L'idea di istituire la Coppa del Mondo di rugby a 13 è nata per iniziativa della Francia che ha fatto propaganda a favore di questa competizione fin dal 1935. L'idea è stata ulteriormente perseguita nel 1951 nella Francia del dopoguerra grazie all'impegno profuso da Paul Barrière, presidente della federazione di rugby a 13 della Francia. Nel gennaio del 1952 la proposta ha avuto anche l'appoggio di Bill Fallowfield, segretario della Rugby Football League, che ha convinto il Rugby League Council a sostenere il progetto. Durante un incontro svoltosi a Blackpool, in Inghilterra, nel novembre del 1953, l'International Board ha accettato la proposta di Paul Barrière di svolgere l'edizione inaugurale della Coppa del Mondo in Francia nell'anno successivo. Questa è stata la prima Coppa del Mondo di tutta la storia del rugby intero, l'analoga competizione del rugby a 15 ha debuttato solamente nel 1987.
Il torneo inaugurale del 1954 ha visto impegnate le nazionali di Australia, Nuova Zelanda, Gran Bretagna e Francia. Dopo una fase a girone unico la Gran Bretagna e la Francia, essendo terminate prime a pari punti, si sono affrontate in una finale che ha visto prevalere i britannici 16-12. L'assegnazione del trofeo alla prima classificata è una formula mantenuta fino al 1968, quando è stata introdotta la finale tra la prima e la seconda classificata per decretare la vincente del torneo. Questo formato è stato mantenuto a lungo e modificato solamente nel 1995 con l'allargamento della competizione e la conseguente formazione di più gironi diversi.
Nel 1975 per la prima volta la Gran Bretagna è stata sostituita dalle due nazionali di Inghilterra e Galles, farà comunque stabilmente ritorno fino all'edizione del 1992. La Coppa del Mondo ha cominciato ad allargarsi nel 1985 con il debutto della Papua Nuova Guinea, ma è dal 1995 che la competizione ha cominciato ad assumere un formato simile a quello attuale con l'allargamento a 10 squadre partecipanti e l'introduzione di una fase preliminare di qualificazione per la maggior parte delle nazionali. Dal 2013 si è stabilito di disputare il torneo con una cadenza fissa quadriennale.

## Finali
Ecco l'elenco delle squadre vincitrici:
| Edizione | Paese ospitante                            | Campione      | Risultato  | Finalista     | Sede della finale | Stadio                |
| -------- | ------------------------------------------ | ------------- | ---------- | ------------- | ----------------- | --------------------- |
| 1954     | Francia                                    | Gran Bretagna | 16 - 12    | Francia       | Parigi            | Parco dei Principi    |
| 1957     | Australia                                  | Australia     | classifica |               |                   |                       |
| 1960     | Inghilterra                                | Gran Bretagna | classifica |               |                   |                       |
| 1968     | Australia Nuova Zelanda                    | Australia     | 20 - 2     | Francia       | Sydney            | Sydney Cricket Ground |
| 1970     | Inghilterra                                | Australia     | 12 - 7     | Gran Bretagna | Leeds             | Headingley Stadium    |
| 1972     | Francia                                    | Gran Bretagna | 10 - 10    | Australia     | Lione             | Stadio di Gerland     |
| 1975     | Itinerante                                 | Australia     | 25 - 0     | Inghilterra   | Leeds             | Headingley Stadium    |
| 1977     | Australia Nuova Zelanda                    | Australia     | 13 - 12    | Gran Bretagna | Sydney            | Sydney Cricket Ground |
| 1985-88  | Itinerante                                 | Australia     | 25 - 12    | Nuova Zelanda | Auckland          | Eden Park             |
| 1989-92  | Itinerante                                 | Australia     | 10 - 6     | Gran Bretagna | Londra            | Stadio di Wembley     |
| 1995     | Regno Unito                                | Australia     | 16 - 8     | Inghilterra   | Londra            | Stadio di Wembley     |
| 2000     | Regno Unito Irlanda Francia                | Australia     | 40 - 12    | Nuova Zelanda | Manchester        | Old Trafford          |
| 2008     | Australia                                  | Nuova Zelanda | 34 - 20    | Australia     | Brisbane          | Suncorp Stadium       |
| 2013     | Regno Unito Francia                        | Australia     | 34 - 2     | Nuova Zelanda | Manchester        | Old Trafford          |
| 2017     | Australia Nuova Zelanda Papua Nuova Guinea | Australia     | 6 - 0      | Inghilterra   | Brisbane          | Brisbane Stadium      |
| 2021     | Inghilterra                                | Australia     | 30 - 10    | Samoa         | Manchester        | Old Trafford          |

## Riepilogo vittorie
| Nazionale     | Trofei totali |
| ------------- | ------------- |
| Australia     | 12            |
| Gran Bretagna | 3             |
| Nuova Zelanda | 1             |

## Partecipazioni totali
| Nazionale          | Partecipazioni |
| ------------------ | -------------- |
| Australia          | 16             |
| Francia            | 16             |
| Nuova Zelanda      | 16             |
| Gran Bretagna      | 9              |
| Papua Nuova Guinea | 8              |
| Inghilterra        | 7              |
| Figi               | 6              |
| Galles             | 6              |
| Samoa              | 6              |
| Tonga              | 6              |
| Irlanda            | 5              |
| Scozia             | 5              |
| Isole Cook         | 3              |
| Italia             | 3              |
| Libano             | 3              |
| Stati Uniti        | 2              |
| Sudafrica          | 2              |
| Aotearoa Māori     | 1              |
| Russia             | 1              |
| Grecia             | 1              |
| Giamaica           | 1              |